# Peñas Blancas
Peñas Blancas è un distretto della Costa Rica facente parte del cantone di San Ramón, nella provincia di Alajuela.